# هنري كريستوف
هنري كريستوف (بالإنجليزية: Henri Christophe)‏ (ولد في 6 أكتوبر عام 1767 وتوفي في 8 أكتوبر عام 1820) كان قائدًا للثورة الهايتية والحاكم الوحيد لمملكة هايتي.
كان كريستوف عبدًا سابقًا ينتمي إلى شعب بامبرا في غرب أفريقيا، وربما ينحدر من شعب الإيغبو.
مع بداية ثورة العبيد عام 1791، صعد هنري إلى السلطة في صفوف الجيش الثوري الهايتي. نجحت الثورة في نيل الاستقلال من فرنسا في عام 1804. شارك عام 1805 تحت قيادة جان جاك ديسالين في الاستيلاء على سانتو دومينغو (جمهورية الدومينيكان حاليًا)، ضد القوى الفرنسية التي حصلت على المستعمرة بموجب معاهدة بازل مع إسبانيا.
بعد اغتيال ديسالين، تراجع كريستوف إلى بلين الشمالية وأنشأ حكومة منفصلة. في 17 فبراير من عام 1807، انتُخب كريستوف رئيسًا لمقاطعة هايتي كما أسمى تلك المنطقة. انتُخب ألكسندر بيتيون رئيسًا في الجنوب. في 26 مارس عام 1811، أسس كريستوف مملكة في الشمال وأعلن لاحقًا عن كون هنري الأول ملكًا لهايتي. كما أسس طبقة النبلاء وعيّن ابنه الشرعي جاك-فيكتور هنري أميرًا ووريثًا للعرش.
عُرف ببنائه قلعة هنري، المعروفة حاليًا باسم قلعة لافيرير، إضافة إلى قصر سان-سوسي والعديد من الأماكن الأخرى. تحت سياسات العمل بالسخرة التي طبقها (العمل بدون مقابل)، حصلت المملكة على ثرواتها عن طريق الزراعة، خصوصًا السكر؛ إلا أن السكان أبدوا استياءهم من الوضع.
توصل إلى اتفاق مع بريطانيا العظمى يحترم فيه مستعمراتهم في البحر الكاريبي مقابل تحذيرهم لحكومته في حال حصول أي نشاط بحري يستهدف هايتي.
مثقلًا بالمرض والخوف من حصول انقلاب، انتحر هنري، واغتيل ابنه ووريثه بعد 10 أيام من ذلك. وصل القائد جان بيير بوير إلى السلطة وأعاد توحيد كلا طرفي هايتي.

## النشأة
لا تزال الادعاءات حول حياة هنري ومحل ولادته قبل وصوله للشهرة محل جدل منذ بداية القرن التاسع عشر. ولد كريستوف هنري إما في غرينادا أو سانت كيتس. كان ابنًا لأمٍ أَمَةٍ وأبٍ حر يدعى كريستوف، أُحضر كعبد إلى سانت دومينيك. خدم عام 1779 كطبّال في فوج الصيادين المتطوعين لسانت دومينيك، وهو فوج مؤلف من رجال ذوي بشرة ملونة (سكان سانت دومينيك من مختلف الأعراق). شاركوا بالقتال في حصار سافانا، وهي معركة حصلت خلال حرب الاستقلال الأمريكية. يُروى أن كريستوف خرج جريحًا من هذه المعركة.
عمل في سنوات رشده إما كعامل بناء أو بحّار أو مساعد في اسطبل أو نادل أو صانع بلياردو؛ لذا كان كل ماله يذهب لصاحبه. تزعم إحدى القصص الشائعة بعمله وإدارته لفندق ومطعم يدعى «لا كورون» في كاب هايتيان، العاصمة الأولى لمستعمرة سانت دومينيك الفرنسية ومدينة استعمارية رئيسة. تروي الأسطورة احترافه التعامل مع الطبقة الغنية من المزارعين البيض الفرنسيين، إلا أن سجلات مبيعات الفندق لا تؤكد كلامه. يحكى أنه حصل على حريته من العبودية في شبابه، قبل ثورة العبيد الهايتيين عام 1791.
بعد فترة من استقراره في هايتي، أحضر أخته إلى هناك؛ حيث تزوجت وأنجبت أطفالًا. ساعدته المهارات التي اكتسبها خلال عمله كعامل فندق عندما أصبح لاحقًا ضابطًا في الجيش وقائدًا للبلاد.
مع بداية ثورة العبيد الهايتيين عام 1791، برز كريستوف بنفسه كجندي في الثورة الهايتية وسرعان ما أصبح زعيمًا برتبة كولونيل خلال سنوات الثورة. قاتل لسنوات مع توسان لوفرتور في الشمال، مساعدًا في دحر المستعمرين الفرنسيين والإسبان والبريطانيين وأخيرًا القوات الوطنية الفرنسية، ليصبح قائدًا عامًا للقوات المسلحة في كاب هايتيان. في عام 1802، رقّاه لوفرتور إلى رتبة لواء.

## استقلال هايتي
نفى الفرنسيون توسان لوفرتور إلى فرنسا، وأحضروا أكثر من 20 ألف من القوات تحت قيادة فيكونت روشامبو بهدف إعادة فرض سيطرتهم على المستعمرة وإرجاع العبودية. قاد جان جاك ديسالين المعركة لدحر القوات الفرنسية. تراجع الفرنسيون مع 7000 من قواتهم الذين تبقوا في أواخر عام 1803؛ حصلت معظم الوفيات في صفوف القوات الفرنسية نتيجة إصابتهم بوباء الحمى الصفراء. بوصفه قائدًا، أعلن ديسالين استقلال سانت دومينيك وأطلق عليها اسمها الجديد (هايتي) عام 1804.
كان كريستوف مسؤولًا عن القسم الشمالي من البلاد، إذ كان يشرف بكل خاص على الخطوات الأولى لتشييد قلعة لافيرير. في عام 1805، فاتح الجنرال نيكولاس جيفرارد القائد في الشمال، كريستوف بخطة لاغتيال ديسالين؛ والتي رآها خطة لاستيلائه على السلطة، لذا لم يحذر الملك بذلك. كانت قوة وتأثير كريستوف في الشمال شبيهين بتلك التي لدى ديسالين، إلا أنه مع إدراكه للمعارضة التي يلقاها من الدوائر الأعلى في السلطة، وجد نفسه غير قادرٍ على ضرب سيده. تضمنت المؤامرة معظم الضباط الكبار تحت حكم ديسالين، بما فيهم وزير الحرب والبحرية بما فيهم إتيان إيلي غرين والجنرال ألكساندر بيتيون والقائد الأعلى للفرقة الثانية في الغرب، الجنرال نيكولاس جيفارد وعديد آخرون. في 16 أكتوبر عام 1806، وقعوا جميعهم على إعلان «محاربة الاضطهاد» الذي أعلن ضرورة الإطاحة بحكومة ديسالين وتنصيب كريستوف رئيس حكومة هايتي المؤقتة. اغتيل ديسالين في 17 أكتوبر عام 1806.

## فشل الغزو العسكري عام 1805
في عام 1805، كانت لا تزال القوات الفرنسية موجودة على الجانب الشرقي من الجزيرة (خصوصًا في سانت دومينيكو)، حيث كانوا بقيادة الضابط الفرنسي ماري-لوي فيراند. حشد جيوشه وأمرهم بالقبض على جميع الأطفال السود من كلا الجنسين بعمر الـ 14 وما تحت بهدف بيعهم كعبيد. بعد معرفته بالموضوع، ثار غضب ديسالين وقرر اجتياح سانتو دومينغو، حاصر بجيوشة عدة بلدات مثل أزوا وموكا، إلى أن شن حصاره على مدينة سانتو دومينغو، معقل القوات الفرنسية.
هاجم الجنرال الهايتي هنري كريستوف الذي كان تحت قيادة ديسالين كلًا من البلدات موكا وسانتياغو. كتب المحامي في المحكمة العليا غاسبر دي أريدوندو أي بيشاردو: «قُطعت حناجر 40 طفلًا في كنيسة موكا ورميت أجسادهم في بيت الكاهن (جزء من الكنيسة)، وهو المكان الذي يحيط بمذبح الكنيسة» كان هذا الحدث واحدًا من العديد من الأعمال الوحشية الموثّقة التي ارتكبها الجنرال هنري كريستوف، تحت أوامر ديسالين؛ تراجعت القوات من الجانب المحكوم من قبل الإسبان من الجزيرة بعد محاولة غزو فاشلة عام 1805.
في 6 أبريل من عام 1805، وبعد حشد جميع جيوشه، أخذ الجنرال كريستوف كافة الأسرى الذكور إلى المقبرة المحلية وشرع بشق حناجرهم، وكان من بينهم الكاهن فاسكيز و20 كاهنًا آخر. أحرقت لاحقًا المدينة بالكامل بكنائسها الخمس. أخذ معه قبل رحيله 249 امرأة و430 فتاة و318 صبيًا، كانت تلك أرقامًا كبيرة جدًا مقارنة بالكثافة السكانية المنخفضة في المدينة آنذاك. كتب أليخاندرو ليناس: «أخذ كريستوف 997 شخصًا من سانتياغو لوحدها، وحول كلًا من بلدات موني بلاتا وسان بيدرو وكوتويي إلى رماد، وسكانها إما شُقّت حناجرهم أو أُخذوا كأسرىً بالآلاف، وكأنهم حيوانات مزارع، مربوطين ويتعرضون للضرب على طول الطريق إلى هايتي».
قبل خروجهم من سان دومينغو، «أعطى ديسالين أمرًا لجيوشه بحشد جميع السكان في المجتمعات التي غزاها وسجنهم، ثم ألقى أمره بدهسهم من قبل البغال ووحوش أخرى بُعيد وصولهم إلى الجانب الهايتي».

## طبقة النبلاء والألقاب
بوصفه ملكًا، أنشأ كريستوف طبقة نبلاء هايتية، تتألف بشكل أساسي من أربعة أمراء وثمانية دوقات و22 كونت و40 بارون و14 فارسًا.
أنشأ كريستوف مدرسة حربية ليتلقى هؤلاء الجدد شرف النبالة. كشعار نبالة خاص به، اختار كريستوف لنفسه طائر فينيق متوّج ينهض من بين النيران، وكان شعاره «سأنهض من تحت الرماد»، ربما كإشارة إلى ولادة كاب هنري بعد أن أحرق نفسه في عام 1802 لصد غزو الجيش الفرنسي.
سخر بعض الأوروبيين من ابتكاراته، إذ اعتُبرت ألقاب مثل «دوق الليموناضة» (جوليان بريفوست، وزير الخارجية في عهد كريستوف) ودوق البرتقال (جان-بيير ريتشارد، محافظ كاب هنري) أسماء هزلية، خاصة من قبل أولئك الذين لم يكونوا على دراية بأنها مستمدة من أسماء الأماكن التي قدم إليها المستعمرون الفرنسيون السابقون.

## محاولة فرنسا استعادة هايتي
بعد تخلي نابليون عن العرش في أبريل من عام 1814، عزم الملك لويس الثامن عشر على استعادة سانت دومينيك. منحت معاهدة باريس المصادق عليها في 30 مايو بانت دومينغو الإسبانية إلى بوربون الفرنسية المستعادة حديثًا، إضافةً إلى خمس سنوات من تجارة العبيد لتعويض الخسائر التي نتجت عن إلغاء العبودية. في شهر أكتوبر من عام 1814، قدم وزراء الملك هنري الأول أدلة علنية تفضح خطط الفرنسيين محاولتهم استعادة مستعمراتهم السابقة، على شكل رسائل حملها عملاء فرنسيون قُبض عليهم على الجزيرة. في الضجة التي تلت ذلك، احتشدت الأمة لمواجهة الغزو الفرنسي المتوقع وبدأت حملة علاقات عامة دولية. منذ شهر نوفمبر آنذاك، بدأت طبعات منشورات هايتية بالظهور، وصحف ورسائل مفتوحة في وسائل الإعلام المطبوعة عبر العالم الأطلسي. مثل نص بومبي فالنتين فاستي بعنوان «كشف النظام الاستعماري». في الوقت ذاته، فتح هنري اتصالًا مع أبرز المحررين الإنجليز: وصلت رسالته إلى ويليام ويلبرفورس في 5 يناير عام 1815، وبدأت مرحلة جديدة من الارتباط بين بريطانيا العظمى ومملكة هايتي.

## نهاية الحكم
على الرغم من الارتقاء بالتعليم وتأسيس نظام قانوني عُرف باسم «شريعة هنري»، كان هنري ملكًا أوتوقراطيًا غير معروف كثيرًا. كان حكمه في صراع دائم مع حكومة بيتيون في الجنوب، حيث عقد «الشباب الملونون» سلطتهم. قبيل انتهاء فترة حكم كريستوفر، عارض الرأي العام الشعبي سياساته الإقطاعية للعمل القسري، والتي أراد استخدامها لتطوير البلاد. مثقًلا بالعجز والمرض، انتحر الملك هنري عن عمر يناهز 53 عامًا عبر إطلاقه النار على نفسه بدلًا من مواجهة خطر الانقلاب والاغتيال. اغتيل ابنه ووريثه بعد 10 أيام من ذلك. دفن الملك هنري في قلعة لافيرير.
استمر أحفاده بكونهم من أقوياء هايتي. كان بيير نورد الكسيس رئيس هايتي بين عامي 1902 و1908 حفيد كريستوف.
كانت ميشيل بينيبت، والتي تزوجت من جان-كلود دوفالير وعُينت السيدة الأولى لهايتي في فترة حكمه التي امتدت بين عامي 1980 و1986 ابنة حفيدة حفيدة كريستوف.

## روابط خارجية
- هنري كريستوف على موقع الموسوعة البريطانية (الإنجليزية)